# Feliz Ano Velho (filme)
Feliz Ano Velho é um filme brasileiro de 1987, do gênero drama biográfico, escrito e dirigido por Roberto Gervitz, baseado no livro autobiográfico Feliz Ano Velho, de Marcelo Rubens Paiva.

## Sinopse
Retrata a vida de Marcelo Rubens Paiva, anterior e posterior ao acidente que o deixou tetraplégico.

## Elenco
- Marcos Breda.... Mário
- Malu Mader.... Ana / Ângela
- Betty Gofman.... Soninha
- Júlio Levy.... Gorda
- Marco Nanini.... Beto
- Isabel Ribeiro.... Gisela
- Flávio São Thiago.... Salvador
- Odilon Wagner.... Carlos
- Eva Wilma.... Lúcia
- Carlos Loffler.... Klauss
- Gabriela Oliveira.... Irmã de Mário
- André Mifano.... Mário na infância
- Alfredo Damiano.... Arnaldo
- Lisandra Souto....Lícia
- Augusto Pompeo.... Edu

## Principais prêmios e indicações
Festival de Gramado 1988
- Venceu
  - Melhor figurino[1]
  - Melhor som[1]
  - Melhor roteiro[1]
  - Melhor fotografia[1]
  - Prêmio da Audiência
  - Prêmio Especial do Júri - melhor roteiro[1]
  - Menção Honrosa - trilha sonora[1]
- Indicado - Melhor filme[1]

Festival de Natal 1988
- Venceu
  - Melhor atriz coadjuvante (Eva Wilma)[1]
  - Melhor montagem[1]
  - Melhor direção (júri da crítica)[1]

Rio Cine Festival 1988
- Venceu
  - Melhor ator (Marcos Breda)[1]
  - Melhor atriz coadjuvante (Isabel Ribeiro)[1]
  - Melhor roteiro[1]
  - Melhor produção[1]